# Приходь у вересні
«Приходь у вересні» (англ. Come September) — романтична комедія 1961 року, режисера Роберта Маллігана.

## Сюжет
Щороку у вересні успішний нью-йоркський бізнесмен (Гадсон) приїжджає до своєї вілли в Італії, щоб відпочити і провести час зі своєю римською подругою (Джина Лоллобриджида). Але одного разу в липні, коли він з'являється без попередження, його чекає величезний сюрприз! За час його відсутності розкішна вілла перетворилася на готель. До того, в списку гостей, що проживають в ній, значиться компанія юних американок і американців. Відчайдушно намагаючись взяти ситуацію під контроль, Гадсон замість того втрачає своє право на приватне життя, свою подругу і мало не розум, поки йому не вдається виробити власний план.

## Музика
Пісні Multiplication і Come September у фільмі виконує відомий американський співак та актор — Боббі Дарін.

## У ролях
- Рок Гадсон — Роберт Л. Тельбот
- Джина Лоллобриджида — Ліза Хелена Фелліні
- Сандра Ді — Сенді Стівенс
- Боббі Дарін — Тоні
- Волтер Слезак — Моріс Клевелл
- Бренда Де Банзі — Маргарет Еллісон
- Розанна Рорі — Анна
- Рональд Говард — Спенсер
- Джоел Грей — Біґл
- Ронні Харан — Сперроу
- Кріс Сеітз — Ларрі
- Сінді Конрой — Джулія
- Джоан Фрімен — Лінда
- Ненсі Андерсон — Патрисія
- Майкл Іден — Рон
- Клаудія Брек — Керол